# 索洛內亞爾
50°12′5″N 36°7′20″E / 50.20139°N 36.12222°E
索洛内亞爾（烏克蘭語：Солоний Яр）是位於烏克蘭東部的村莊，由哈爾科夫州哈爾科夫區的德爾哈奇市鎮負責管轄。該村始建於1913年，面積0.03平方公里，海拔高度140米，2001年人口10，人口密度每平方公里344.8人。